# Municipio de Tumbalá
El Municipio de Tumbalá es uno de los 124 municipios que conforman el estado de Chiapas, su cabecera es la localidad de Tumbalá.

## Toponimia
La palabra Tumbalá significa en la lengua náhuatl, "Palo torneado" o "La casa de las nueve palabras".

## Geografía

### Límites
Las coordenadas extremas del municipio son: al norte 17°24' de latitud norte; al sur 17°12' de latitud; al este 92°05' de longitud oeste; al oeste 92°25' de longitud. El municipio de Tumbalá colinda con los siguientes municipios:
- Al norte y este: Salto de Agua.
- Al sur: Chilón y Yajalón.
- Al oeste: Tila.

## Demografía
De acuerdo a los resultados del Censo de Población y Vivienda de 2020 realizado por el Instituto Nacional de Estadística y Geografía, la población total de Tumbalá es de 38 025 habitantes, de los cuales 18 507 son hombres y 19 518 son mujeres.

### Localidades
En el censo de 2020 el municipio de Tumbalá contaba con 124 localidades.
| Código INEGI      | Localidad                  | Población (2020) |
| ----------------- | -------------------------- | ---------------- |
| 071000028         | Joshil                     | 4 034            |
| 071000001         | Tumbalá                    | 3 996            |
| 071000022         | Hidalgo Joshil             | 2 932            |
| 071000045         | Mariscal Subikuski         | 1 268            |
| 071000016         | Chuchucruz primera sección | 1 094            |
| 071000063         | Colonia Agua Azul          | 1 027            |
| Otras localidades | Otras localidades          | 23 674           |
| Total municipal   | Total municipal            | 38 025           |